# أولديميرو بالوي
أولديميرو بالوي (9 أبريل 1955 - 12 أبريل 2021) شخصية سياسية من موزمبيق، خدمت في حكومة موزمبيق كوزير للخارجية من 2008 إلى 2017.

## الحياة المهنية
شغل بالوي منصب نائب وزير التعاون في أوائل التسعينيات، ثم وزيرًا للصناعة والتجارة والسياحة من 1994 إلى 1999. وكان لاحقًا نشطًا في البنك الدولي لموزمبيق، حيث عمل كعضو في مجلس إدارة أعضاء مجلس الإدارة ومجلسها التنفيذي. في 10 مارس 2008 عين وزيرا للخارجية خلفا لألسندا أبرو.